# Vivian Lataster
Vivian Lataster (21 januari 1976) is een Nederlands actrice.
Tussen 1997 en 2003 was zij eigenaar van een horecazaak in Kerkrade. In 2009 vertolkte ze een rol in de serie De hoofdprijs, daarvoor was ze als actrice onder andere te zien in Flikken Maastricht.

## Filmografie
- 2006: Martha in de korte film Tikken
- 2006: Bianca Stassen in de L1-serie De Hemelpaort (5 afleveringen)
- 2007: Secretaresse in Flikken Maastricht (1 aflevering)
- 2009: Merijn Kasteel in de SBS6-serie De hoofdprijs (2 afleveringen)

## Andere werkzaamheden
- presentatrice bij TV Limburg (De Tuin In en 100% Limburg), tot 14 december 2010[2]
- presentatrice bij L1 (Goeiemiddag Limburg) vanaf maart 2011[3]
- hoofdredacteur opinieblad Zuid Magazine, vanaf november 2014[4]